# Marshall County, Indiana
Marshall County är ett administrativt område i delstaten Indiana, USA, med 47 051 invånare. Den administrativa huvudorten (county seat) är Plymouth.

## Geografi
Enligt United States Census Bureau har countyt en total area på 1 165 km². 1 150 km² av den arean är land och 15 km² är vatten.   

### Angränsande countyn
- Saint Joseph County - norr
- Elkhart County - nordost
- Kosciusko County - öst
- Fulton County - söder
- Pulaski County - sydväst
- Starke County - väst